# Oreoicidae
Oreoicidae — родина горобцеподібних птахів. Містить 3 види.

## Таксономія
Традиційно представників родини відносили до свистунових (Pachycephalidae). Низка досліджень ДНК австралійських птахів у 2001—2006 роках показали, три роди потрібно виділити в окрему родину. Формально родина Oreoicidae створена у 2014 році.

## Поширення
Два види, свистун жовтобородий та пітогу чубатий, мешкають у тропічних вологих лісах Нової Гвінеї. Дзвінчик поширений у сухих лісах та саванах Австралії.

## Види
До складу родини включають три види у трьох монотипових родах:
- Жовтобородий свистун[5] (Aleadryas)
  - Свистун жовтобородий[5] (Aleadryas rufinucha)
- Ornorectes
  - Пітогу чубатий[5] (Ornorectes cristatus)
- Дзвінчик[5] (Oreoica)
  - Дзвінчик[5] (Oreoica gutturalis)